# (26042) 4242 T-1
(26042) 4242 T-1 est un objet de la ceinture principale d'astéroïdes extérieure découvert en 1971.

## Description
(26042) 4242 T-1 a été découvert le 26 mars 1971 à l'observatoire Palomar, situé au nord de San Diego en Californie, par Cornelis Johannes van Houten, Ingrid van Houten-Groeneveld et Tom Gehrels.

### Caractéristiques orbitales
L'orbite de cet astéroïde est caractérisée par un demi-grand axe de 3,25 ua, un périhélie de 2,77 ua, une excentricité de 0,15 et une inclinaison de 12,47° par rapport à l'écliptique. Du fait de ces caractéristiques, à savoir un demi-grand axe entre 3,2 et 4,6 ua, il est classé, selon la JPL Small-Body Database, comme objet de la ceinture principale d'astéroïdes extérieure.

### Caractéristiques physiques
(26042) 1971 T-1 a une magnitude absolue (H) de 13,3 et un albédo estimé à 0,271.